# Oued Seybouse
Oued Seybouse är ett vattendrag i Algeriet.   Det ligger i provinsen Annaba, i den norra delen av landet, 400 km öster om huvudstaden Alger.